# NGC 2197
NGC 2197 là một cụm sao mở trong chòm sao Kiếm Ngư.